# Omelia contadina
 (août 2024).
Si vous disposez d'ouvrages ou d'articles de référence ou si vous connaissez des sites web de qualité traitant du thème abordé ici, merci de compléter l'article en donnant les références utiles à sa vérifiabilité et en les liant à la section « Notes et références ».
Pour plus de détails, voir Fiche technique et Distribution.
Omelia contadina est un court métrage franco-italien réalisé par Alice Rohrwacher et JR et sorti en 2020.

## Synopsis
Des habitants du plateau de l'Alfina (Italie) se rassemblent à la frontière entre l'Ombrie, le Latium et la Toscane, pour organiser les funérailles de la culture agricole traditionnelle.
Le film représente la lente disparition des paysans au nord de l'Italie, avec le témoignage des habitants. Des images photos humaines géantes (2 agricultrices et de 2 agriculteurs), réalisées par l'artiste JR, parcourent la montagne portées à bras par la population, pour être enterrées sur le plateau.

## Fiche technique
Sauf indication contraire, les informations mentionnées dans cette section peuvent être confirmées par les bases de données cinématographiques  présentes dans la section « Liens externes ».
- Titre original : Omelia contadina (litt. « Homélie paysanne »)
- Réalisation : Alice Rohrwacher et JR
- Scénario : Ales Jusifovski[2]
- Musique : Banda G. Verdi de Castel Giorgio, Compagnie de la Panatella[2]
- Montage : Carlotta Cristiani
- Photographie : Berto, Luca Bigazzi[2]
- Son : Daniela Bassani, Riccardo Gaggioli et Giancarlo Rutigliano
- Sociétés de production : Social Animals
- Directeur de production : Guillaume Lefrançois
- Pays de production :  Italie,  France
- Langue originale : italien
- Format : couleur
- Durée : 9 minutes
- Dates de sortie : 
  - Italie : 7 septembre 2020 (Séance spéciale, 77e Festival de Venise)[3], 20 juillet 2021 (Il cinema ritrovato)[4]
  - France : octobre 2020 (Festival Lumière)[5]

## Distribution
Les fermiers :
- Elisa Cortese
- Emanuele La Barbera
- Iris Pulvano
- Dario Sforza
- Luciano Vergaro
- Habitants des villages de Castel Giorgio et d’Onano[1]

## Production

### Tournage
Le tournage est réalisé en novembre 2019.

## Distinctions

### Récompenses
- Festival international du film de Valladolid 2020 : meilleur court métrage étranger

### Nomination
- Festival international du film Cinema Jove de Valence 2021 : meilleur court métrage